# Amblyglyphidodon melanopterus
Amblyglyphidodon melanopterus là một loài cá biển thuộc chi Amblyglyphidodon trong họ Cá thia. Loài này được mô tả lần đầu tiên vào năm 2002.

## Từ nguyên
Từ định danh của loài được ghép bởi hai từ trong tiếng Latinh: melano- ("đen") và pterus ("vây, cánh"), hàm ý đề cập đến phần vây mềm của vây lưng và vây hậu môn cũng như vây đuôi đều có màu đen.

## Phân loại học
Quần thể của Amblyglyphidodon leucogaster trước đây được cho là trải dài từ Biển Đỏ đến quần đảo Samoa với nhiều biến thể kiểu màu tùy theo khu vực địa lý. Tuy nhiên, các nghiên cứu chỉ ra rằng, quần thể này là một phức hợp bao gồm 4 loài:
- A. leucogaster thực sự chỉ giới hạn ở rìa đông của Ấn Độ Dương và một phần Tây Thái Bình Dương.
- Amblyglyphidodon indicus tại Biển Đỏ và hầu hết Ấn Độ Dương.
- Amblyglyphidodon orbicularis tại Samoa, Fiji và Nouvelle-Calédonie.
- A. melanopterus tại Tonga.

## Phạm vi phân bố và môi trường sống
A. melanopterus hiện chỉ được biết đến tại Tonga. A. melanopterus sống gần các rạn san hô viền bờ ở độ sâu đến ít nhất là 15 m.

## Mô tả
A. melanopterus có chiều dài cơ thể tối đa được ghi nhận là 10,2 cm. Vùng trên đầu và thân trước của A. melanopterus có màu xanh lục hơi xám, phớt màu hồng nhạt hoặc lục nhạt ở bụng và thân sau. Phần mềm của vây lưng, vây hậu môn và toàn bộ vây đuôi đều có màu đen, giúp phân biệt chúng với các loài trong phức hợp leucogaster. Vây ngực trong suốt; không có đốm đen ở gốc vây. Vây bụng màu trắng.
Số gai ở vây lưng: 12–13; Số tia vây ở vây lưng: 11–13; Số gai ở vây hậu môn: 2; Số tia vây ở vây hậu môn: 11–13; Số tia vây ở vây ngực: 16–18; Số vảy đường bên: 14–17; Số lược mang: 30–33.

## Sinh thái học
Thức ăn của A. melanopterus chủ yếu là các loài động vật phù du. Cũng như những loài Amblyglyphidodon khác, A. melanopterus đực có nhiệm vụ bảo vệ và chăm sóc những quả trứng. Trứng có độ dính và bám chặt vào nền tổ (như san hô).